# Беляев, Павел Григорьевич
Павел Григорьевич Беляев — советский военный и государственный деятель, контр-адмирал.

## Биография
Родился в 1918 году в селе Юрки. Член КПСС.
Окончил Ленинградское Военно-морское училище имени М. В. Фрунзе.
Участник советско-японской войны: командир звена торпедных катеров Тихоокеанского флота
В 1956—1960 — начальник штаба ВМБ Свиноуйсьце.
В 1961—1963 — начальник штаба Таллинской ВМБ.
В 1964—1968 — командующий Таллинской ВМБ.
В 1971—1976 — начальник Ленинградского Нахимовского военно-морского училища.
Делегат XXIII съезда КПСС.
Умер в 2000 году в Санкт-Петербурге.

## Награды
- Орден Красного Знамени
- Орден Отечественной войны I степени
- Орден Отечественной войны II степени
- Орден Красной Звезды (дважды)
- Орден За службу Родине в Вооружённых Силах СССР 3 степени